# Liste der Naturdenkmale in Katzenbach (Donnersbergkreis)
Die Liste der Naturdenkmale in Katzenbach nennt die im Gemeindegebiet von Katzenbach ausgewiesenen Naturdenkmale (Stand 28. März 2024).

## Naturdenkmale
| Nr.         | Bezeichnung                      | Lage                               | Beschreibung                                              | Bild                                    |
| ----------- | -------------------------------- | ---------------------------------- | --------------------------------------------------------- | --------------------------------------- |
| ND-7333-022 | Steinkreuzeiche                  | östlich des Ortes an der K 13 Lage | Quercus sp.; um 1850 gekeimt, 12 m hoch bei 3,15 m Umfang | Fotos hochladen                         |
| ND-7333-059 | Eiche auf dem vorderen Hochknopf | In der Au, bei Nr. 9 Lage          | Quercus petraea; um 1950 gekeimt                          | Direkt Bild zu diesem Denkmal hochladen |